# George Warrington Steevens
George Warrington Steevens, född den 10 december 1869 i Sydenham nära London, död den 15 januari 1900 i Ladysmith, var en engelsk krigskorrespondent.
Steevens blev 1893 fellow vid Pembroke College i Oxford, ingick samma år på tidningsmannabanan och var från 1896 "flygande" korrespondent åt den då nyuppsatta tidningen Daily Mail. Steevens samlade i bokform några av sina på grund av hans åskådliga berättarkonst mycket uppmärksammade korrespondensserier (With the Conquering Turk, 1898, With Kitchener to Khartum, 1899, med flera). Han  sändes hösten 1899 till Sydafrika, följde Whites armé som krigskorrespondent under boerkriget, inneslöts med denna i Ladysmith och föll under belägringen offer för en farsot. Hans korrespondenser från boerkriget föreligger i den postumt utgivna samlingen From Capetown to Ladysmith (1900).